# رجل مع كاميرا فلم
رجل مع كاميرا فيلم (الروسية: Человек с кино-аппаратом) هو فيلم وثائقي صامت أوكراني سوفييتي تجريبي صدر عام 1929، من إخراج دزيجا فيرتوف ومونتاج زوجته يليزافيتا سفيلوفا.
أنتج الفيلم استوديو الأفلام VUFKU، ويعرض الفيلم الحياة الحضرية في المدن السوفيتية كييف وخاركيف وأوديسا. لا يوجد ممثلون في الفيلم. ومن الفجر إلى الغروب يظهر المواطنون السوفييت في العمل وفي اللعب، ويسيرون مع آليات الحياة الحديثة. إلى الحد الذي يمكن أن يقال عنه أنه يحتوي على «شخصيات»، فيظهر في الفيلم مصورو الفيلم، ومحررو الفيلم، والاتحاد السوفياتي الحديث الذي يكتشفه ويقدمه في الفيلم.
يشتهر الفيلم بمجموعة من التقنيات السينمائية التي اخترعها فيرتوف واستخدمها وطورها، مثل التعريض الضوئي المتعدد، والحركة السريعة، والحركة البطيئة، وتجميد الإطارات، والشاشات المنقسمة، والزوايا الهولندية، واللقطات المقربة جداً، ولقطات التتبع، واللقطات العكسية، والرسوم المتحركة لإيقاف الحركة والمرئيات الانعكاسية الذاتية (في نقطة ما تتميز بلقطة تتبع منقسمة الشاشة؛ للجانبين زوايا هولندية متقابلة).
تم رفض الفيلم إلى حد كبير عند إطلاقه الأولي؛ كان قص العمل السريع، والانعكاس الذاتي، والتأكيد على الشكل على المحتوى، كلها مواضيع للنقد. في استطلاع الرأي والصوت لعام 2012 الذي أجراه معهد الفيلم البريطاني، صوت نقاد الفيلم على أنه ثامن أعظم فيلم تم إنتاجه على الإطلاق، وتم اختياره لاحقًا كأفضل فيلم وثائقي على الإطلاق في نفس المجلة.

## القصة
الفيلم لديه أسلوب طليعي لا يُخفى على أحد، ويؤكد على فكرة أن الفيلم يمكن أن يذهب إلى أي مكان. على سبيل المثال، يستخدم الفيلم مشاهد مثل تركيب مشهد لمصور يضع كاميرته فوق كاميرا جبلية ثانية، والتصوير من داخل زجاجة البيرة، وتصوير امرأة تنهض من السرير وترتدي ملابسها، وتصوير امرأة تلد، والطفل الذي يتم اصطحابه للاستحمام.
يعرض الفيلم بعض الأثداء بشكل واضح مثل مشهد الامرأة التي تنهض من السرير وترتدي ملابسها، ومشهد قطع الشطرنج التي يتم تحريكها إلى منتصف اللوحة (لقطة مقسمة إلى الوراء بحيث تتمدد القطع للخارج وتقف في موضعها). تعرّض الفيلم لانتقادات بسبب كل من المراحل والتجارب الصارخة، ربما نتيجة لكثرة تعرض المخرج للخيال باعتباره «أفيون الجماهير» الجديد.

## نوايا فيرتوف

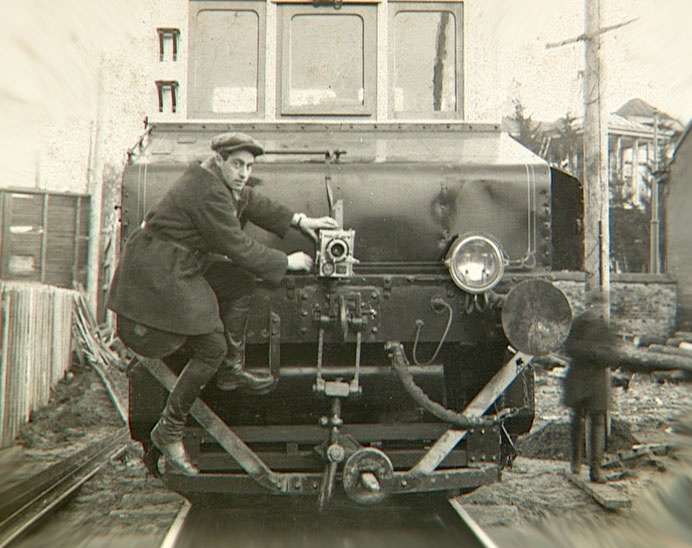
أثناء تصوير هذا المشهد، خاطر ميخائيل كوفمان بحياته بحثًا عن أفضل لقطة.

كان فيرتوف رائداً مبكراً في صناعة الأفلام الوثائقية في أواخر عشرينيات القرن الماضي. كان ينتمي إلى حركة صانعي الأفلام المعروفة باسم كينوكس (kinoks)، أو كينو أوكي (kino-oki)، كينو أيز (kino-eyes). أعلن فيرتوف مع فناني الكينو الآخرين عن مهمتهم لإلغاء جميع الأساليب غير الوثائقية لصناعة الأفلام، وهو نهج جذري في صناعة الأفلام. معظم أفلام فيرتوف كانت مثيرة للجدل إلى حد كبير، وكانت حركة كينوك تُحتقر من قبل العديد من صناع الأفلام.
عند الإصدار الرسمي للفيلم، أصدر فيرتوف بيانًا في بداية الفيلم نصه:

فيلم رجل مع كاميرا فيلم يُمثّل

تجربة في الاتصال السينمائي

من الظواهر البصرية

بدون استخدام العناوين الداخلية

(فيلم بلا عناوين)

بدون مساعدة من السيناريو

(فيلم بلا سيناريو)

بدون مساعدة من المسرح

(فيلم بلا ممثلين، بلا جلسات تصوير... إلخ)

يهدف هذا العمل التجريبي الجديد الذي يقوم به الكينوكس إلى إنشاء لغة دولية مطلقة أصلية للسينما مبنية على أساس فصل السينما فصل تام عن لغة المسرح والأدب.

يعكس هذا البيان بيانًا سابقًا كتبه فيرتوف في عام 1922، حيث تبرأ من الأفلام الشعبية التي شعر أنها مدينة للأدب والمسرح.

## الإنتاج
تم تصوير الفيلم على مدار حوالي 3 سنوات. ثلاث مدن سوفياتية - كييف وخاركيف وأوديسا - كانت مواقع إطلاق التصوير.

## الأسلوب

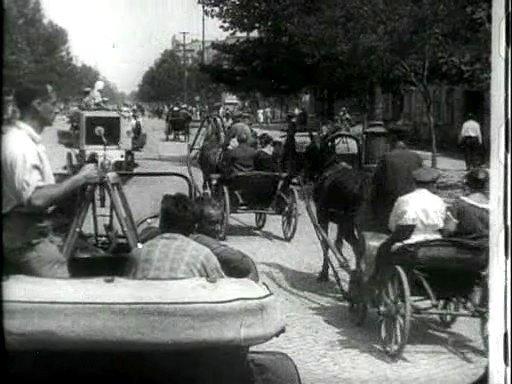
طاقم التصوير أثناء أداء مشهد.

من خلال العمل ضمن أيديولوجية ماركسية، سعى فيرتوف إلى إنشاء مدينة مستقبلية من شأنها أن تكون بمثابة تعليق على المثل العليا القائمة في العالم السوفيتي. كان هدف هذه المدينة المصطنعة هو إيقاظ المواطن السوفييتي من خلال الحقيقة وتحقيق التفاهم والعمل في نهاية المطاف. تألقت جمالية الكينو في تصويرهم للكهرباء والتصنيع وإنجازات العمال من خلال العمل الشاق. يمكن أن يُنظر إلى هذا أيضًا على أنه حداثة مبكرة في الفيلم.
ذكر البعض خطأً أن العديد من الأفكار في الفيلم مثل التحرير السريع واللقطات المقربة للآلات وعروض نافذة المتجر وحتى مشاهد لوحة مفاتيح مستعارة من فيلم برلين: سيمفونية متروبوليس (1927) للمخرج والتر روتمان، حيث سبق فيلم برلين: سيمفونية متروبوليس فيلم رجل مع كاميرا فيلم بسنتين، ولكن كما كتب فيرتوف للصحافة الألمانية في عام 1929، تم تطوير هذه التقنيات والصور واستخدامها في أفلامه الإخبارية والأفلام الوثائقية كينو للسنوات العشر الماضية، منها ما قبل فيلم برلين. في الواقع، ألهمت المفاهيم السينمائية الرائدة لفيرتوف أفلامًا تجريدية أخرى لروتمان وآخرين، بما في ذلك الكاتب والمترجم وصانع الأفلام والناقد ليو ناو (1905-1940)، حيث كرّم فيرتوف (1933) بشكل صريح لأدائه في الفيلم.
جعل استخدام الفيلم للعرض المزدوج والكاميرات التي تبدو "مخفية" يظهر على أنه مونتاج سريالي بدلاً من صورة متحركة خطية. تحتوي العديد من مشاهد الفيلم على أشخاص يتغير حجمهم أو يظهرون تحت أجسام أخرى (التعرض المزدوج). بسبب هذه الجوانب، الفيلم سريع الحركة. تكتسب التتابعات والتقارب صفات عاطفية لا يمكن تصويرها بالكامل من خلال استخدام الكلمات. إن افتقار الفيلم إلى "الممثلين" وجلسات التصوير" يجعل الفيلم رؤية فريدة للعالم اليومي. وهي لغة موجهة نحو إنشاء لغة سينمائية جديدة "[منفصلة] عن لغة المسرح والأدب".

## التحليل
وقد تم تفسير الفيلم على أنه عمل متفائل، أطلق عليه جوناثان رومني «بيان ممتع يحتفل بالاحتمالات اللامحدودة لما يمكن أن تكون عليه السينما». كتب بيتر برادشو من صحيفة ذا جارديان أن العمل «متحمس بشكل واضح للوسائل الجديدة، كثيف بالأفكار، محشو بالطاقة: فهو يردد صدى عدة أفلام والموجة الجديدة بشكل عام».

### قراءات إضافية
- Annette Michelson ed. Kevin O'Brien tr. Kino-Eye : The Writings of Dziga Vertov, University of California Press, 1995.
- John MacKay, "Man with a Movie Camera: An Introduction"
- Feldman, Seth R. Dziga Vertov. A Guide to References and Resources. Boston: G. K. Hall, 1979.
- Devaux, Frederique. L'Homme et la camera: de Dziga Vertov. CrisnÈe, Belgique: Editions Yellow Now, 1990.
- Nowell-Smith, Geoffrey. The Oxford history of World Cinema. Oxford; New York: Oxford University Press, 1996.
- Roberts, Graham. The Man With the Movie Camera. London: I.B.Tauris, 2000.
- Tsivian, Yuri. Lines of Resistance: Dziga Vertov and the Twenties. edited and with an introduction by Yuri Tsivian; Russian texts translated by Julian Graffy; filmographic and biographical research, Aleksandr Deriabin; co-researchers, Oksana Sarkisova, Sarah Keller, Theresa Scandiffio. Gemona, Udine : Le Giornate del cinema muto, 2004.
- Manovich, Lev. "Database as a Symbolic Form". Cambridge: MIT Press, 2001.
- Richard Bossons, 'Notes on Neglected Aspects of Man with a Movie Camera', 2021

## وصلات خارجية
- رجل مع كاميرا فلم على موقع IMDb (الإنجليزية)
- رجل مع كاميرا فلم على موقع الموسوعة البريطانية (الإنجليزية)
- رجل مع كاميرا فلم على موقع روتن توميتوز (الإنجليزية)
- رجل مع كاميرا فلم على موقع نتفليكس (الإنجليزية)
- رجل مع كاميرا فلم على موقع ألو سيني (الفرنسية)
- رجل مع كاميرا فلم على موقع Turner Classic Movies (الإنجليزية)
- رجل مع كاميرا فلم على موقع أول موفي (الإنجليزية)
- رجل مع كاميرا فلم على موقع فيلمافينيتي (الإسبانية)
- رجل مع كاميرا فلم على موقع قاعدة بيانات الأفلام السويدية (السويدية)
- رجل مع كاميرا فلم على موقع قاعدة بيانات الفيلم (الإنجليزية)